# Ставд-Дурт
Ставд-Дурт или Ставд-Дурта, Ставд-Дорта (осет. Ставд Дуртæ, Ставд Дортæ) — село в Кировском районе Республики Северная Осетия — Алания. Административный центр одноимённого сельского поселения.

## География
Село расположено в западной части Кировского района, на правом берегу реки Урух. Находится в 8 км к западу от районного центра Эльхотово и в 60 км к северо-западу от Владикавказа.
Площадь сельского поселения составляет — 9.5 км2. Большую часть площади занимают сельскохозяйственные угодья. 
Граничит с землями населённых пунктов: Змейская на востоке, Иран на юго-востоке, Хатуей на юге и Озрек на западе.
Населённый пункт расположен в предгорной зоне. Средние высоты сельского поселения составляют 330 метров над уровнем моря. Над северной частью села возвышаются средневысотные хребты.
Гидрографическая сеть представлена реками — Урух и Чикола, а также подземными водами залегающими близко к поверхности земли.
Климат умеренный. Среднегодовая температура составляет +9,0°С. Температура самого холодного месяца (январь) составляет около -4,0°С, самого тёплого месяца (июль) — +23,0°С. Зима сравнительно мягкая с небольшими морозами и наступает в середине декабря. В течение зимы наблюдаются частые оттепели. Среднее количество осадков в год составляет около 600 мм. Самыми дождливыми месяцами в году являются май и июнь. 

## История
Село основано в 1923 году переселяющимися с гор на предгорья осетинами. 
Так недалеко от станицы Змейская, на правом берегу реки Урух было основано новое поселение Ставд-Дорт. Из-за высокого плодородия земель окружной земельный отдел планировал поселить в нём 600 дворов. 
Первыми поселенцами нового села стали переселенцы из Алагирского ущелья. Затем начали переселяться из Луара, Цейского ущелья и т.д. Со временем в село начали переселяться семьи из других близлежащих сёл, в частности из сёл Новый Урух и Средний Урух. 
В 1924 году к селу прирезана часть земель Средне-Урухского юрта. 
Весной 1924 года в село были переселены многие жители из Карца и Тамиска, пострадавшие от стихийного бедствия. Ими был образован отдельный квартал в селе.

## Население
| 2002  | 2010  | 2011  | 2012  | 2013  | 2014  | 2015  |
| ----- | ----- | ----- | ----- | ----- | ----- | ----- |
| 1166  | ↗1193 | ↗1194 | ↗1197 | ↗1198 | ↘1188 | ↗1190 |
| 2016  | 2017  | 2018  | 2019  | 2020  | 2021  | 2023  |
| ↘1174 | ↘1173 | ↗1176 | ↘1172 | ↗1173 | ↗1197 | ↘1186 |
| 2024  | 2025  |       |       |       |       |       |
| ↘1182 | ↘1178 |       |       |       |       |       |

Плотность — 124 чел./км2.
Национальный состав
По данным Всероссийской переписи населения 2010 года.
| Народ   | Численность, чел. | Доля от всего населения, % |
| ------- | ----------------- | -------------------------- |
| осетины | 1 172             | 98,3 %                     |
| другие  | 17                | 1,7 %                      |
| всего   | 1 193             | 100 %                      |

## Образование
- Средняя школа № 1 — ул. Таболова, 55
- Начальная школа Детский сад № 1

## Здравоохранение
- Участковая больница

## Улицы
| Мира       |
| Набережная |
| Пагиева    |

| Степная  |
| Таболова |

| Токаева   |
| Хайманова |